# Zethus mandibularis
Zethus mandibularis är en stekelart som beskrevs av Giordani Soika 1995. Zethus mandibularis ingår i släktet Zethus och familjen Eumenidae. Inga underarter finns listade i Catalogue of Life.